# Porto Ravenna Volley
A Associazione Sportiva Dilettantistica Porto Ravenna Volley, mais conhecida como Porto Ravenna Volley por questões de patrocínios,  foi uma equipe italiana de voleibol masculino da comuna de Ravena, província de homônima, região da Emília-Romanha.

## Histórico
O Porto Ravenna Volley herdou o legado dos times de vôlei de Ravenna que o precederam, como o Grupo Esportivo Robur, principal time da cidade nos anos 40 e 50, que obteve cinco campeonatos, mais adiante na década de 1960, surgia o Casadio por iniciativa do Corpo de Bombeiros, que competia nas séries A1 e A2, enquanto na Na temporada 1969-70, um time chamado Portuali Ravenna jogou seu primeiro e único campeonato da Série A.
Em 1987, Giuseppe Brusi, empresário portuário apaixonado pelo esporte e bem sucedido com o time feminino do Olimpia Teodora, heptacampeão, resolveu apostar no naipe masculino, formando um consórcio de empresários locais, assumindo assim a Associazione Sportiva Pallavolo Ravenna, comprando o título esportivo do Casadioe obteve o direito de participar da Série A2, sendo inscrito com nova nomenclatura "Porto Ravenna Volley".
Entre 1989 e 1990, o grupo Ferruzzi liderado por Raoul Gardini investiu no time e passou a utilizar a alcunha "Il Messaggero Volley" e conquistou o título nacional na temporada 1990-91, sendo Fabio Vullo  um dos grandes protagonistas da conquista, obtendo também a Copa de Itália (1991), três Liga dos Campeões da Europa de forma consecutivas (1991-92, 1992-93 e 1993-94), duas Supercopas Europeias consecutivas (1992 e 1993) e a medalha de ouro no Campeonato do Mundo de Clubes (1991).
Na temporada 1990-91, no plantel estavam: Fabio Vullo, Steve Timmons , Karch Kiraly , Stephen Margutti, Andrea Gardini , Robero Masciarelli, sob o comando do técnico Daniele Ricci a equipe conquistou, com alto nível de qualidade de jogo, o campeonato e a Copa da Itália. Na jornada de 1992-93, vestiram as cores do clube, os brasileiros Renan Dal Zotto e Giovane Gávio, o russo Dimitry Fomin e os italianos Vigor Bovolenta, Giovanni Errichiello e Andrea Sartoretti.

### A categoria juvenil e o última conquista de Ravenna
O Porto Ravenna Volley teve êxitos nas categorias de base. No período de 1990 a 2000, conquistou a Liga Juvenil quatro vezes, três campeonatos Sub-18, dois campeonatos Sub-16, um campeonato Sub-14 e uma Boy League. A categoriajuvenil, na época de Il Messaggero foi coordenada pelo campeão olímpico polonês Alexander Skiba, que formou jogadores que vestiram a camisa da seleção e competiram na elite italiana. O título italiano Sub-16 foi conquistado em 4 de junho de 2000, com vitória na final contra Sisley Treviso, o último título do vôlei de Ravenna até os dias de hoje.

### Os problemas financeiros
Após fato da crise financeira do grupo industrial Ferruzzi-Montedison e a trágica morte do empresário Raul Gardini em julho de 1993, o clube  foi tendo menos investimento e desestruturou-se economicamente;  ainda prosseguiu em atividade, com nome Porto Ravenna Volley e  obtendo o título da Liga dos Campeões da Europa de 1993-94, o vice-campeonato na edição de 1994-95, conquistou também a Copa CEV 1996-97, com ajuda de muitos patrocinadores seguiu competindo na Serie A até 2000, foi quando aos graves problemas financeiros, tiveram que  vender os direitos de participação no campeonato A1  ao Mezzolombardo Volley. A empresa retorna para a direação de Vanni Monari, este já havia sido gerente da Casadio na década de 1980, o clube passa a competir na Série B1.

### As últimas competições
A atividade do clube seguiu nas categorias de base, e na temporada 2009-2010, com a presidência de Vanni Monari, conseguiu conquistar de forma imponente a Série C, obtendo a promoção para a Série B2. Na temporada seguinte, conseguiram imediatamente a promoção à Série B1. Na temporada 2012-13, o Porto Ravenna, comandado por Marco Bonitta foi promovido à Série A2 com os play-offs. No final da época a empresa funde-se com o Grupo Desportivo Robur Angelo Costa , criando o Grupo Desportivo Porto Robur Costa.

## Títulos

### Campeonatos internacionais
Mundial de Clubes
- Campeão: 1991
- Quarto lugar: 1990, 1992

 Liga dos Campeões
- Campeão: 1991-92, 1992-93, 1993-94
- Vice-campeão: 1994-95

 Taça CEV
- Campeão:1996-97
- Vice-campeão: 1995-96

 Taça Challenge
- Campeão:1996-97
- Vice-campeão: 1995-96

 Supercopa da Europa
- Campeão:1992, 1993

### Campeonatos nacionais
Campeonato Italiano
- Campeão: 1990-91
- Vice-campeão: 1991-92

 Copa Itália
- Campeão: 1990-91